# 全球追殺令
全球追殺令，泛指惹惱了特定族群（信眾、影迷……等），而對於特定對象之個人，發出格殺勿論的全球追殺令。有別於買兇殺人，執行全球追殺令者，大多無法經由行兇獲得任何的獎賞。

## 範例
以虛構的小說汙辱宗教的偶像